# Ain Issa
Ain Issa (arabisch عين عيسى, DMG ʿAin ʿĪssạ̄; kurdisch بۆزانێ Bozanê bzw. بۆزانی Bozanî) ist eine Kleinstadt im Distrikt Tall Abyad des Gouvernements ar-Raqqa in Syrien. Die Stadt liegt zentral zwischen der Grenzstadt Tall Abyad und der Gouvernements-Hauptstadt ar-Raqqa und wird überwiegend von sunnitischen Arabern bewohnt. Bedingt durch den Bürgerkrieg in Syrien und der daraus resultierenden massiven Binnenflucht lebten im Juli 2015 bereits 15.000 Menschen in der Stadt, wovon Schätzungen zufolge 15 Prozent Kurden waren.
Im Verlaufe der Tall Abyad-Offensive wurde der sogenannte Islamischen Staat (IS) im Juni 2015 von einem Zusammenschluss aus der zur Freien Syrischen Armee gehörenden Gruppierung Burkān al-Furāt und den syrisch-kurdischen Volksverteidigungseinheiten (YPG) aus der Stadt vertrieben. Aufgrund ihrer relativen Nähe zur als solche verstandenen Hauptstadt des IS nahm sie eine strategische Schlüsselposition im Kampf zur Befreiung von ar-Raqqa ein.
Am 16. Oktober 2019 nahmen türkische Truppen im Zuge der Türkischen Militäroffensive in Nordsyrien 2019 die Stadt Ain Issa unter Beschuss. Zwei syrische Soldaten starben dabei, weitere wurden verletzt. Kurdische Kämpfer gaben im Zuge des türkischen Angriffs die Bewachung des Gefangenenlagers auf, in dem Personen aus dem IS Umfeld nahe Ain Issa festgehalten wurden. Die etwa 800 Gefangenen konnten sich absetzen.